# Hydriomena transfigurata
Hydriomena transfigurata là một loài bướm đêm trong họ Geometridae.